# Narancsbőr
A narancsbőr vagy más néven cellulit (latinul: adiposis edematosa) a bőr alatti (szubkután) kötőszövetben található, kötőszöveti sövényekkel határolt lokális zsírfelhalmozódás, mely egyenetlenné teszi a bőr felszínét, a narancs héjához hasonló megjelenést kölcsönözve az érintett bőrterületnek. Nem tévesztendő össze a hasonló nevű cellulitisszel, mely egy bakteriális fertőzés következtében létrejövő bőrgyulladás. A serdülőkoron átesett nők több mint 90%-át érinti, ritkán férfiakban is előfordul. Leggyakrabban a combokon, a fenéken, ritkábban a has bőrén jelentkezik. Szigorú értelemben nem számít kóros állapotnak. Bár többféle kezelési lehetőség is rendelkezésre áll, hatékony terápiája a mai napig nem megoldott, és a különböző eljárások hatékonyságáról is megosztott az orvosi szakirodalom.

## Anatómiája, okai
Mivel a nők döntő többségében megjelenik és nem társítható más betegségekhez, gyakorlatilag normális másodlagos női nemi jellegnek tekinthető, melynek hátterében többek szerint a női bőr férfiakétól eltérő szerkezete és a női szervezetben zajló hormonális folyamatok állnak (pl. magasabb ösztrogén szint). Mindemellett több kutatócsoport is vizsgálta a cellulit kialakulásának mechanizmusát, illetve a rá hajlamosító tényezőket. Bár a pontos mechanizmus ma sem értett, számos anatómiai, biokémiai különbséget leírtak a narancsbőrös zsírlebenykékben található zsírszövet és a narancsbőrmentes szubkután zsírszövet között. A narancsbőr lényege, hogy a hipodermális zsírszövet lebenykéi, melyeket normálisan is kötőszöveti sövények választanak el egymástól, nagyobb számban betüremkednek a bőr dermális rétegébe. Az egyik megfigyelés, hogy narancsbőrös területeken ezek a kötőszöveti sövények vastagabbak és több fut belőlük a bőr felszínére merőlegesen, mint azokban a nőkben és férfiakban, akik nem érintettek. Azon kezdeti felvetést, miszerint a narancsbőrt alkotó zsírcsomókban jelentős vízfelhalmozódás történik (erre utal a latin "adiposis edematosa", név is), MRI vizsgálatokkal nem sikerült igazolni. Egyes szerzők felvetették, hogy a narancsbőrképződés egyik fő oka helyi vér- és nyirokkeringési zavar, ami a zsírsejtek oxigénhiányos károsodásához, a körülöttük található kötőszövet heges átépüléséhez vezet. Egy kevés résztvevő bevonásával készült kutatás enyhe összefüggést írt le a vizsgált egyének testtömegindexe (BMI) és a narancsbőr súlyossága között.

Az eddig felmerült főbb hajlamosító tényezők:
- veleszületett genetikai hajlam (pl. az ACE enzimet és a HIF1A transzkripciós faktort kódoló gének bizonyos változatai[9])
- női nem (szinte kizárólag nőkben fordul elő)
- rassz (a kaukázusi fehér emberben gyakoribb, mint az ázsiaikban)
- mozgásszegény életmód (az egy helyben ülés, állás során csökken a vérkeringés a narancsbőrre hajlamos területeken)
- stressz (növeli a katekolamin hormonok szintjét, amit összefüggésbe hoznak a narancsbőrrel)
- terhesség (hormonális változások, pl. az inzulin és a prolaktin szint emelkedése)

## Súlyossági fokozatai
A cellulit súlyosságának klinikai osztályozására legelterjedtebben a Nürnberger-Müller skálát használják, mely 4 súlyossági fokot különböztet meg.
| A Nürnberger-Müller-féle cellulit súlyossági skála | A Nürnberger-Müller-féle cellulit súlyossági skála | A Nürnberger-Müller-féle cellulit súlyossági skála | A Nürnberger-Müller-féle cellulit súlyossági skála |
| Fokozat                                            | szemmel látható állva                              | szemmel látható fekve                              | a bőr összenyomására megjelenik/súlyosbodik        |
| -------------------------------------------------- | -------------------------------------------------- | -------------------------------------------------- | -------------------------------------------------- |
| 0.                                                 | nem                                                | nem                                                | nem                                                |
| 1.                                                 | nem                                                | nem                                                | igen                                               |
| 2.                                                 | igen                                               | nem                                                | igen                                               |
| 3.                                                 | igen                                               | igen                                               | igen                                               |

## A narancsbőr kezelése
Mivel majdnem minden nőben előfordul, már az 1970-es években is többen megkérdőjelezték, hogy a narancsbőr kezelést igénylő kórképként legyen definiálva. Ennek ellenére, mivel a 20. század során jelentősen felértékelődött az emberek külső megjelenése, a nők részéről egyre nagyobb igény mutatkozott a különböző narancsbőr elleni kezelések iránt. Mindez újabb és újabb módszerek megjelenéséhez vezetett, melyek azonban sok esetben nélkülözik a tudományos megalapozottságot. Néhány módszernél megfigyelhető enyhe javulás, mely azonban az esetek többségében csak átmeneti.
 
Az eddig tudományosan vizsgált narancsbőr elleni kezelések az alábbiak.

### Testsúlycsökkentés
A fogyás változó hatású lehet a narancsbőr súlyosságára nézve, a többségben jótékonyan hat, azonban egyes egyénekben súlyosbíthatja is. Általánosságban elmondható, hogy azoknál várható elsősorban javulás, akik magas kiindulási testtömegindexszel rendelkeznek.

### Mechanikai módszerek
A mechanikai kezelések (pl. endermológia) azon a közös feltételezésen alapulnak, hogy a narancsbőr legfőbb oka a helyi vér- és nyirokkeringési zavar. Az LPG endermológia egy speciális alakformáló masszázs rendszer, mellyel több tanulmány szerint hatékonyan csökkenthető a test körfogata, azonban a narancsbőrre csak enyhe hatást fejt ki. Mindazonáltal kérdőíves visszajelzések alapján a kezelést igénybe vevők többsége elégedett az elért eredménnyel, bár ezt számos szerző inkább a karcsúsító hatásnak tudja be, mely egyébként a módszerrel lényeges testsúlycsökkenés nélkül is bekövetkezhet, igaz, tartóssága még kérdéses.
 
A zsírleszívással (liposzukció) csökkenthető a bőr alatti zsírszövet mennyisége, és sikeresen karcsúsítható a beteg, a narancsbőr ellen azonban nem hatékony. Ennek az a fő oka, hogy a narancsbőrt képező zsír túlságosan közel található bőrfelszínhez, és nem szívható le biztonságosan. Bár az ultrahang-asszisztált zsírleszívással biztonságosabban elvégezhető a beavatkozás, a zsírleszívást továbbra sem javasolják narancsbőr kezelésére.

### Mezoterápia

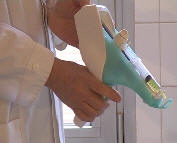
Egy elektromos mezoterápiás injektor.

A narancsbőr elleni mezoterápia lényege, hogy a szubkután zsírszövetbe különböző zsírbontó hatású anyagokat injektálnak. Ezek lehetnek metil-xantin származékok (pl. koffein, teofillin), melyek a foszfodiészteráz enzim gátlásán keresztül vezetnek zsírbontáshoz, de használnak hormonokat, enzimeket, növényi kivonatokat vagy homeopátiás készítményeket is. Az egyik legtöbbet vizsgált vegyület a foszfatidilkolin és a mellé detergensként használt nátrium-dezoxikolát. Ez a kombináció nem-specifikus módon a sejtmembránok lízisét okozza. Jóindulatú zsírdaganatok (lipómák) kezelésében hatékonynak találták, azonban a szövettani vizsgálatok kimutatták, hogy az injekció hatására gyulladásos reakció valamint szöveti nekrózis jön létre, és valószínűleg ezekkel magyarázható a zsírszövet csökkenése. Ezen két vegyület injekciókénti alkalmazásának biztonságossága tehát kérdéses.

A narancsbőr elleni kezelésként alkalmazott mezoterápiáról megosztott az orvosi irodalom, nem készült még nagy, összefoglaló tanulmány, mely egyértelműen alátámasztotta volna a hatékonyságát. Mindazonáltal a mezoterápia világszerte gyakran alkalmazott módszer a narancsbőr kezelésére, mivel viszonylag alacsony költséggel jár, és nem megterhelő a pácienseknek.

### Krémek
Sok, különböző hatóanyagokat tartalmazó krém van forgalomban, azonban ezek többségéről nincs tudományos adat. Egy 1999-es vizsgálatban, melyben egy aminoffillin tartalmú krémet hasonlítottak össze az endermológiás kezeléssel, egyiket sem találták hatékonynak. Bár az aminofillin a zsírsejteken található β-adrenerg receptoron keresztül zsírbontó hatással rendelkezik, kimutatták, hogy a narancsbőrnek leginkább kitett fenék és comb szubkután zsírszöveteiben nagyobb arányban találhatók az épp ellentétes hatást közvetítő α2-receptorok, valamint az sem bizonyított, hogy az aminofillin képes kellő koncentrációban bejutni a bőrbe.

### Rádiófrekvenciás kezelések
Az elmúlt években rádiófrekvencián (RF) alapuló módszerek is megjelentek a narancsbőr kezelésében. A módszert több kisebb tanulmányban jótékony hatásúnak találták, azonban nagy, multicentrikus vizsgálat még nem készült. A kezelésnek kitett területet szövettanilag vizsgálva a zsírsejtek sejtmembránjainak károsodását, a sejtek zsírtartalmának csökkenését és az apoptotikus sejtek gyakoribb előfordulását tapasztalták.

## Megjelenítése a médiában
A narancsbőr a nőknek szóló hazai és nemzetközi sajtóorgánumok gyakori témája. A bulvár médiában rendszerint a "nők ellenségének" állítják be, előszeretettel publikálnak hírességekről olyan képeket, amiken látható a narancsbőrük, és gyakran jelennek meg olyan cikkek is, melyek tanácsokat adnak a narancsbőr eltüntetésére. Több tudományos közlemény született arról, hogy a női szépség és fiatalság túlzott idealizálása a médiában és a társadalomban sokakban önértékelési zavarokhoz vezethet.